# Bărbești
Bărbești falu Romániában, Erdélyben, Fehér megyében.

## Fekvése
Valeabarni közelében fekvő település.

## Története
Bărbeşti korábban Valeabarni része volt. 1956 előtt vált külön 86 lakossal.
1966-ban 84, 1977-ben 64, 1992-ben 49, 2002-ben pedig 37 román lakosa volt.